# 7月ほうおう座流星群
7月ほうおう座流星群（英語: July Phoenicids、PHE）は南半球で見られる流星雨である。活動期間は7月10日から7月16日の間で、放射点はほうおう座とエリダヌス座の境界にある。
流星出現数は年によって変動し、ZHRの変動は3から10の間である。
現在、国際流星機構のカタログからは削除されている。